# Elektronische Zeitschriftenbibliothek
Die Elektronische Zeitschriftenbibliothek (EZB) ist eine der umfassendsten kostenlos zugänglichen bibliografischen Datenbanken zu wissenschaftlichen elektronischen Zeitschriften. Im Jahr 2023 hatte sie über 12 Millionen Titelzugriffe und wird von fast allen größeren Bibliotheken des deutschen Sprachraums verwendet und bearbeitet.
Die EZB bot ihren Benutzern im Jahr 2024 die Metadaten (Titel, Verlag etc.) von mehr als 116.000 Zeitschriften in ebenso vielen Datensätzen. In jedem dieser Zeitschriften-Datensätze findet sich auch jeweils ein Hyperlink, der direkt zur Internetseite der gewünschten Zeitschrift führt, wo die Volltexte der einzelnen Bände gelesen werden können. Über 80.000 der 116.000 Zeitschriften sind online und kostenlos lesbare Zeitschriften. Die Volltexte der übrigen 36.000 sind gegen eine von den Verlagen verlangte Gebühr zugänglich – aber auch Benutzern einer Bibliothek, die die gewünschten Zeitschriften für ihre Benutzer lizenziert hat. Ende 2024 wurde die EZB von rund 660 Anwenderbibliotheken als Verbindung ihrer Webseiten mit den Websites der Zeitschriften genutzt.
Die EZB wird mit Steuergeldern finanziert und ist nicht kommerziell ausgerichtet. Entwickelt wurde die EZB 1997 von der Universitätsbibliothek Regensburg, von der sie auch heute noch betrieben und weiterentwickelt wird. Die bibliographischen Datensätze der verfügbaren Zeitschriften und die Links zu ihnen werden arbeitsteilig von allen Teilnehmerbibliotheken erstellt und ständig verbessert.
Die 2022 neugegründete Produktfamilie UR Library Services führt unter dem Leitgedanken Qualität durch Kooperation das Datenbank-Infosystem (DBIS), die Elektronische Zeitschriftenbibliothek (EZB) sowie die Regensburger Verbundklassifikation (RVK) zusammen.

## Statistiken

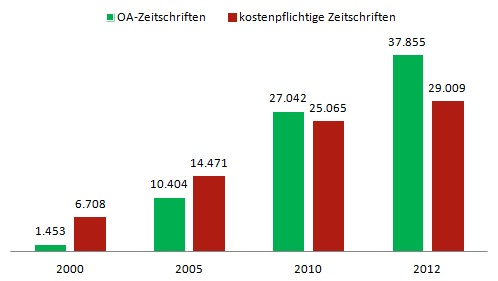
Anstieg der Open-Access-Zeitschriften im Vergleich zu kostenpflichtigen im Angebot der EZB

### Datenbestand
Anträge für die Aufnahme einer Zeitschrift in die EZB können über die Homepage eingebracht werden. Kriterien für eine Aufnahme sind, dass es sich um eine wissenschaftliche Zeitschrift handelt (im Gegensatz zu populärwissenschaftlichen), die Abrufbarkeit im Volltext (im Unterschied zu Zeitschriften, die nur Inhaltsverzeichnisse oder Abstracts anbieten) und dass die Volltexte über das World Wide Web zugänglich sind.
Insgesamt bietet die EZB im Jahr 2024 Titeldatensätze zu über 116.000 wissenschaftlichen elektronischen Volltextzeitschriften, die Zahlen steigen seit der Gründung im Jahr 1997 ständig stark an. Das gilt insbesondere auch für den Anteil der „freien Zeitschriften“ (z. B. Open-Access-Zeitschriften). So sank der Anteil der kostenpflichtigen Zeitschriften von 82 % im Jahr 2000 kontinuierlich bis zu nur noch 43 % im Jahr 2012. Im selben Jahr waren über 10.500 der Zeitschriften (16 %) reine Onlinezeitschriften, die also parallel zur elektronischen Ausgabe nicht mehr im Druck erscheinen. Auch deren Anteil steigt, im Jahr 2003 waren es lediglich 11 % (2.012). Spitzenreiter unter den Fachgebieten waren 2016 mit rund 17.500 Zeitschriften die Wirtschaftswissenschaften und mit rund 14.000 Zeitschriften die Medizin. Zusätzlich zum EZB-Angebot werden in der EZB auch noch etwa 136.000 Zeitschriftentitel aus Aggregatoren (wie EBSCO oder ProQuest) verzeichnet (Stand: 2021), die als „lokale Zeitschriften“ geführt werden. Es handelt sich dabei um Titel, für die die Bibliotheken die Zugriffsrechte über Aggregatoren erworben haben. Die EZB listete 2014 rund 45.000 freie wissenschaftliche Zeitschriften, das schwedische Directory of Open Access Journals hingegen nur rund 10.000. Mit ein Grund ist, dass die Anforderungen an die Qualität der Zeitschriften in der EZB niedriger sind.
Der Großteil der in der EZB gelisteten kostenpflichtigen Zeitschriften wird von mindestens einer Teilnehmerbibliothek lizenziert und somit im Volltext angeboten. Einem Bericht aus dem Jahr 2002 ist aber zu entnehmen, dass damals immerhin 9 % der kostenpflichtigen Zeitschriften von keiner einzigen der teilnehmenden Bibliotheken lizenziert waren.
Die EZB listet ganze Zeitschriften. Deren Artikel sind nur teilweise erfasst, nach ihren Titeln kann also nur in Ausnahmefällen gesucht werden. Nicht in der EZB verzeichnet sind E-Books, Zeitungen, Datenbanken und Graue Literatur.

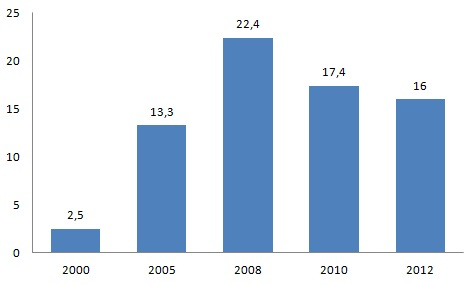
Titeldatenzugriffe bei der EZB im Zeitverlauf

### Zugriffe
In den Jahresberichten der EZB finden sich Daten dazu, wie oft in einem Jahr einer der verfügbaren Zeitschriftentitel angeklickt wird. Von 2000 bis 2007 stieg die Anzahl der Klicks kontinuierlich von 2,5 auf 16,9 Millionen, jährlich waren es um etwa 2 Millionen mehr. Im Jahr 2008 stiegen die Zugriffe ein letztes Mal stark an und kletterten auf den bisherigen Höchststand von 22,4 Millionen. In den beiden Folgejahren sanken die Zahlen stark um jeweils 2 Millionen pro Jahr und pendelten sich danach im Bereich von 12 Millionen Titelklicks ein.
Den Grund für die sinkenden Nutzungszahlen ab 2009 sehen die EZB-Verantwortlichen unter anderem darin, dass die Volltexte elektronischer Zeitschriften immer öfter auch durch Linkingdienste (wie SFX oder auch den EZB-Linkingdienst) zugänglich wurden.

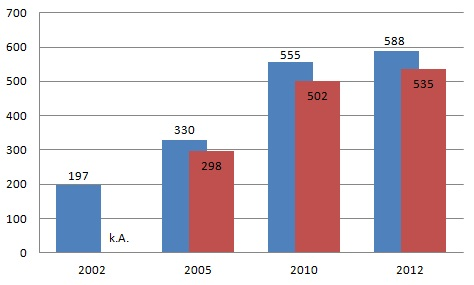
Teilnehmerbibliotheken (blau), davon im deutschen Sprachraum gelegene (rot)

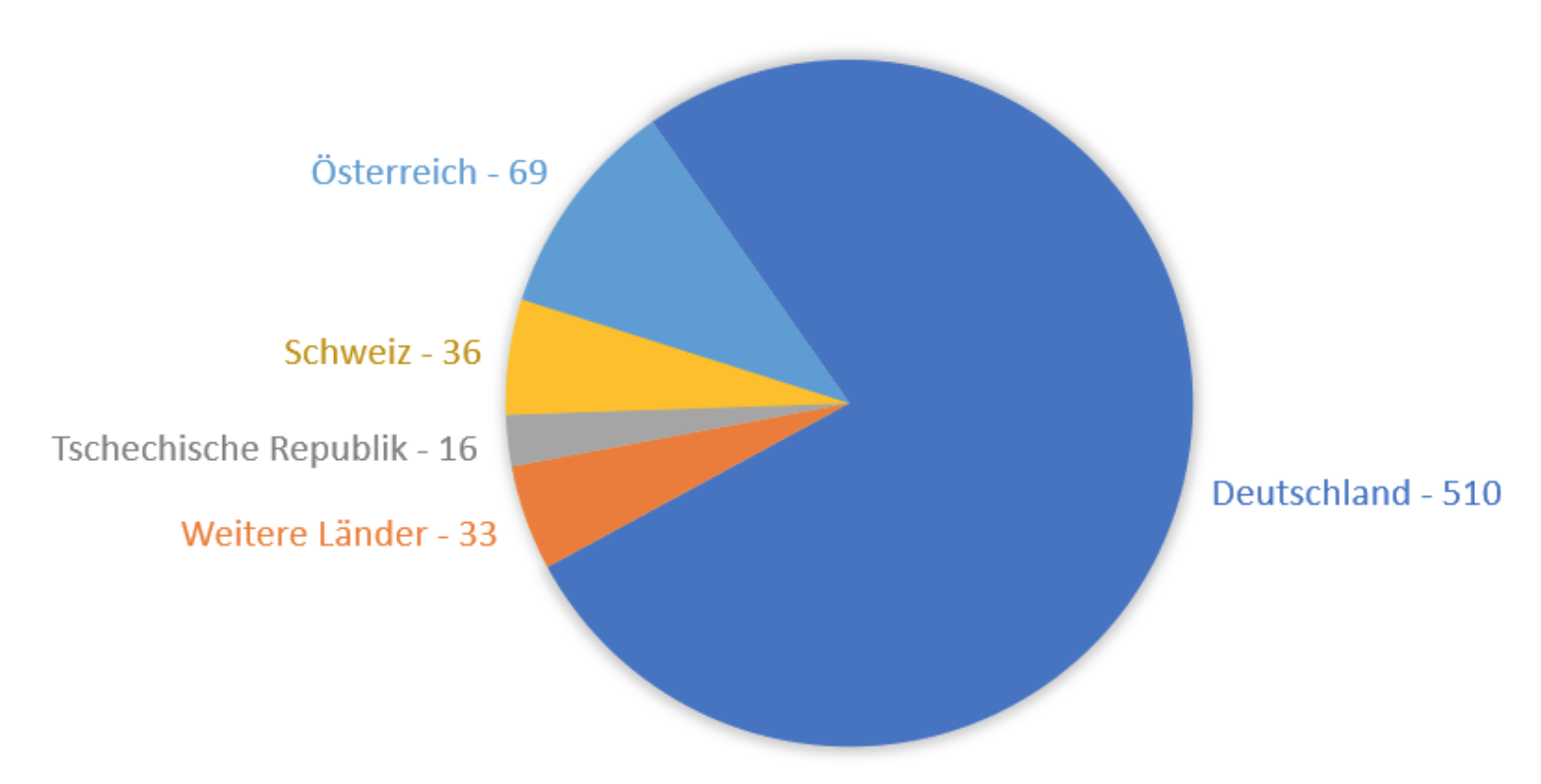
EZB-Teilnehmereinrichtungen nach Staaten (Stand 2021)

### Teilnehmer
Genutzt wird die EZB vor allem von wissenschaftlichen Bibliotheken, aber auch von Konsortien, Forschungs- und anderen wissenschaftlichen Einrichtungen, wie etwa Krankenhäusern. Ebenfalls zum Einsatz kommt die EZB in den deutschen virtuellen Fachbibliotheken sowie anderen Fachinformationsdiensten. Über die Zulassung ausländischer Institutionen wird jeweils im Einzelfall entschieden.
Die EZB ging im Oktober 1997 in Betrieb und war das Ergebnis eines im April 1997 gestarteten Projekts der Universitätsbibliothek Regensburg; Projektpartner bei der Umsetzung war die Universitätsbibliothek der Technischen Universität München. Seit 1998 traten zunächst vor allem bayerische Teilnehmerbibliotheken bei, bald jedoch auch nicht-bayerische und ausländische Bibliotheken. Im Oktober 1999 beteiligte sich mit der Thüringer Universitäts- und Landesbibliothek die 50. Einrichtung, bereits im Mai mit der Universitätsbibliothek Wien die 100. Während im Jahr 1997 noch zwei Bibliotheken an dem Dienst beteiligt waren, sind es 2021 bereits über 660 Bibliotheken und Forschungseinrichtungen. Innerhalb des deutschen Sprachraums nehmen heute so gut wie alle wichtigen Universitäts- und staatlichen Bibliotheken teil, ein prominentes ausländisches Mitglied ist seit 2003 die amerikanische Library of Congress.
Ab 2003 war die EZB in die Fachportale und Virtuellen Fachbibliotheken, die im 2011 eingestellten Vascoda-Verbund entwickelt wurden, integriert.

## Abläufe und Funktionsweise

### Benutzung

Die Ampelsymbole am Beispiel der Universität Salzburg

Die elektronischen Zeitschriften können von Bibliotheksbenutzern meist nicht im OPAC der Bibliothek gefunden werden. Deshalb führen von den Homepages Links auf die EZB, wo nach den lizenzierten Zeitschriften gesucht werden kann. Eine Ausnahme ist beispielsweise der Verbundkatalog Gateway Bayern, der dem Benutzer für jede elektronische Zeitschrift einen Link aus dem Katalogisat auf den EZB-Datensatz bietet. Außer allgemeinen Links auf die Startseite der EZB gibt es auch spezielle Links auf bestimmte Datensätze der EZB. So werden über Linkresolver Links angeboten, die direkt von Katalogisaten in Katalogen und Datenbanken zum gewünschten EZB-Datensatz führen. Auch der Link im EZB-Katalogisat zur Website der Zeitschrift funktioniert über Linkresolver.
Grundsätzlich sind alle in der EZB geführten Zeitschriften online im Volltext abrufbar. Die EZB zeigt ihrem Benutzer optisch an, ob er auch die Möglichkeit eines für ihn kostenlosen Zugriffs auf die Volltexte hat. Sämtlichen Zeitschriften ist dazu eines von vier möglichen Ampelsymbolen zugeordnet. Ist die Ampel auf grün, ist die betreffende Zeitschrift für jeden, ganz ohne Bedingungen abrufbar. Ist die Ampel auf gelb, so ist die jeweilige Zeitschrift für den Benutzer lesbar, weil die Bibliothek oder die Institution, über die er die EZB nutzt, eine kostenpflichtige Lizenz dieser Zeitschrift erworben hat. Ist die Ampel gleichzeitig gelb und rot, bedeutet das, dass die Zeitschrift nur in Teilen lizenziert wurde und nicht sämtliche Jahrgänge zugänglich sind (so etwa bei Moving Walls und Embargos). Leuchtet die Ampel rot, dann ist die Zeitschrift für den betreffenden Nutzer nicht im Volltext zugänglich (die Bibliothek des Nutzers verfügt nicht über die nötige Lizenz). Der Zugriff der Bibliotheksbenutzer auf die von ihrer Bibliothek lizenzierten Zeitschriften (gelbe und gelbrote Ampel) kann entweder auf Rechnern innerhalb der Bibliothek erfolgen oder mittels Virtual Private Network (VPN). Für einen Zugriff über VPN benötigt der Benutzer nur einen Internetzugang und seine von der Bibliothek bereitgestellten Zugangsdaten (Benutzername und Passwort).
Angezeigt werden dem Benutzer die Zeitschriften in alphabetischer Reihenfolge, wobei er die Anzeige aber auch auf eines von etwa 40 Themengebieten (z. B. auf biologische Zeitschriften) einschränken kann. Neben einer Schnellsuche und einer erweiterten Suchmöglichkeit, kann sich der Benutzer auch die neu in die EZB aufgenommenen Zeitschriften anzeigen lassen. Mittels weiterer Filter können auch nur die von einer bestimmten Bibliothek lizenzierten Zeitschriften oder die Open-Access-Zeitschriften aufgerufen werden.
Ein Datensatz zu einer Zeitschrift beinhaltet vor allem bibliographische Informationen, wie etwa den Titel, die URL der Zeitschrift, die ISSN, eine Fachzuordnung, die verlinkte ZDB-Nummer, den Preistyp (kostenlos oder kostenpflichtig) und den Verlag. Schlagwörter kommen zwar in manchen, aber nicht allen Datensätzen vor.
Seit Juni 2013 steht den Benutzern auch eine von der Universitätsbibliothek Regensburg entwickelte Android-App für Tablets und Smartphones zur Verfügung. Seit April 2002 ging neben der deutschen auch eine englischsprachige Benutzeroberfläche in Betrieb, nicht zuletzt im Hinblick auf fremdsprachige Teilnehmerbibliotheken.
Im Rahmen eines Projektes mit Studierenden der Universität Regensburg wurde die EZB Ende 2014 hinsichtlich ihrer Barrierefreiheit überarbeitet. Dabei wurde die Seite so umgestaltet, dass sie für Menschen mit körperlichen Einschränkungen zugänglich und für alternative Interaktionsformen geeignet ist. Außerdem wurde die Kompatibilität mit gängiger Assistenzsoftware (z. B. Screenreader) deutlich verbessert. Die Überarbeitungen wurden unter dem Paradigma Design für Alle durchgeführt und im Sinne der Inklusion können nun alle Nutzer die gleiche Internetseite verwenden, unabhängig davon ob sie eingeschränkt sind oder nicht.

### Verwaltung
Eine für die Bibliotheken bedeutende Aufwandsersparnis ergibt sich daraus, dass alle Teilnehmerbibliotheken Titeldatensätze erstellen, verbessern und aktualisieren können. Wechselt etwa eine Zeitschrift ihre Internetadresse, genügt es, wenn eine der 660 Bibliotheken die neue Adresse im EZB-Katalogisat einträgt. Bei vielen zehntausend Zeitschriften fällt eine gemeinsame Verwaltung deutlich ins Gewicht. Obwohl also Arbeitsteilung praktiziert wird, ist es in der Praxis aber doch so, dass die großen Bibliotheken aufgrund höherer Kapazitäten auch einen größeren Beitrag zum Aufbau und der Pflege des Titelbestands leisten. Nach eigener Aussage führt die gemeinsame Pflege zu einer hohen Qualität und Aktualität der Daten.
Die Ampelsymbole grün, gelb, gelbrot und rot werden nicht automatisch generiert, sie müssen von Mitarbeitern der jeweiligen Bibliothek auf eine der Varianten eingestellt werden. Bezahlt die Bibliothek beispielsweise Lizenzgebühren für sämtliche Jahrgänge einer kostenpflichtigen E-Zeitschrift, dann stellt sie deren Ampel auf gelb. Verfügt eine andere Bibliothek nicht über die nötige Lizenz, stellt sie für ihre Benutzer auf rot. Erwerben mehrere Bibliotheken im Rahmen einer Erwerbungskooperation gemeinsam Lizenzen, so gibt es auch eine Möglichkeit, die lizenzierten Titel zentral zu verwalten und das Ampelsymbol für alle Kooperationsteilnehmer auf einmal einzustellen (Konsortialverwaltung). Im Jahr 2008 wurden in der EZB 14
große Konsortien mit zahlreichen Unterkonsortien verwaltet. Seit 2007 stehen auch Funktionen zur Verwaltung von Nationallizenzen bereit. Dabei verwaltet die Bibliothek die Lizenzeinträge, die die Verhandlungen führt; die Lizenzdaten werden dann automatisch auch für alle anderen angemeldeten Bibliotheken eingespielt. Auch für verschiedene Lizenzarten wurde eine einfache Verwaltungsmöglichkeit geschaffen.
Da keine umfangreichen standardisierten Regelwerke bestehen, ist die Erstellung eines Datensatzes weit unkomplizierter als beispielsweise die Erstellung eines bibliographischen Datensatzes anhand der RAK-WB oder der RDA.

### Vernetzung mit anderen digitalen Angeboten
Die von der EZB und anderen Diensten vorangetriebene Vernetzung dient in erster Linie der Informationsweitergabe. So gibt die EZB beispielsweise Informationen darüber weiter, welche Bibliothek welche Zeitschriften lizenziert hat und bekommt von anderen Anbietern beispielsweise Informationen über die Open Access Policies der Zeitschriftenverlage.
XML-Ausgabeformate
Portale und Bibliotheken können dank XML-Ausgabeformaten auf ihren Webseiten EZB-Angebote integrieren. Beispielsweise bietet die Virtuelle Fachbibliothek Germanistik auf ihren Seiten eine solche Oberfläche an. Dort ist eine Liste von germanistischen Zeitschriften abrufbar, von denen Links zu den Katalogisaten der Zeitschriften führen, wo sich wiederum ein Link zur Zeitschrift sowie durch die Ampelsignale angezeigte mögliche Zugriffsrechte finden. Die Zeitschriftenkatalogisate befinden sich zwar auf den Seiten der Virtuellen Fachbibliothek Germanistik, deren Daten stammen jedoch aus der EZB.
Der EZB-Linkingdienst
Zur besseren Vernetzung der Online-Dienstleistungen von Bibliotheken und Forschungseinrichtungen ging 2004 der Linkresolver EZB-Linkingdienst in Betrieb, der eine weitere Möglichkeit der Verlinkung bietet. Ist der EZB-Linkingdienst in die Websites von Rechercheportalen oder Bibliothekskatalogen eingebunden, können deren Benutzer von der Trefferliste einer durchgeführten Suche oder den Katalogisaten über einen Link direkt zum Zeitschriftenaufsatz bzw. zur Zeitschrift oder zum EZB-Katalogisat gelangen, von wo aus die Zeitschrift erreichbar ist. Dabei zeigen bereits die Links per Ampelsymbol an, ob der Benutzer Zugriffsrechte für den Volltext der Zeitschrift besitzt oder nicht. Im Jahr 2010 war der EZB-Linkingdienst als in rund 40 Dienste eingebunden (wie etwa ReDI, DigiBib und Medpilot). Der EZB-Linkingdienst ist kostenfrei nutzbar.
JOP
Seit 2009 besteht ein weiterer Linkingdienst, der von der EZB und der ZDB gemeinsam angeboten wird. Der „Journals Online & Print“ (JOP) bietet seinen Anwenderbibliotheken Links an, die bereits anzeigen, ob der spezifische Benutzer über Zugriffsrechte auf eine Zeitschrift verfügt. Dabei wird nicht nur der mögliche Zugriff auf Online-Volltexte geprüft (über die EZB), sondern auch, ob die Bibliothek des Benutzers über gedruckte Bestände der Zeitschriften verfügt (über die ZDB). Über den Link kann man zur Homepage der Zeitschrift oder die Bestandsangabe der gedruckten Versionen gelangen. Der Linkingdienst JOP wird auch von der EZB selbst verwendet, um lokale Bestandsinformationen anzuzeigen.
Datenlieferungen für andere Dienste
Für einen gemeinsamen Datenlieferdienst der ZDB und der EZB liefert die EZB Lizenzdaten von Zeitschriften an die ZDB, welche diese samt den Katalogdaten der ZDB für Online-Kataloge zur Verfügung stellt. Aber auch an andere Dienstleister werden Daten geliefert. Anwenderbibliotheken können Listen der von ihnen lizenzierten Zeitschriften generieren und diese in anderen Diensten im Hintergrund für die Steuerung der Anzeige von EZB-Links und Verlinkungen auf Zeitschrifteninhalte nutzen. Verwendet wird dieses Angebot bei Google Scholar und dem Linkresolver SFX.
Schnittstelle zu Sherpa RoMEO
Die Sherpa-RoMEO-Datenbank erfasst die Open Access Policies verschiedener Verlage. Um diese den EZB-Nutzern einfach zugänglich zu machen, gibt es in den EZB-Katalogisaten der Zeitschriften Links zu diesen Policies bei Sherpa RoMEO. Finanziert wurde die Vernetzung mit Sherpa RoMEO durch ein DFG-Projekt, in Betrieb ging die neue Funktion 2009.
Pay-per-View
Auf den Seiten der EZB findet sich ein Verzeichnis von Zeitschriften, die gegen Entgelt gelesen werden können (Pay-per-View). Seit 2008 schreibt der § 53a des deutschen Urheberrechts vor, den Endkunden den Kauf der Zeitschriften offensichtlich anzubieten. Über die Liste können die Verlage seit 2009 ihre Zeitschriften zum Kauf anbieten. Der Dokumentenlieferdienst subito nutzt diese Online-Schnittstelle, um die Pay-per-View-Angebote der Verlage zu prüfen und gleich auch die Lieferbedingungen festzulegen. Im Jahr 2010 waren über 5.000 Zeitschriften von 25 Verlagen in dem Verzeichnis abrufbar.

### Technik
Die technische Betreuung und Weiterentwicklung liegt bei der Universitätsbibliothek Regensburg. Auch die Daten werden zentral in einer Datenbank in Regensburg gespeichert, bearbeitet werden können sie hingegen von sämtlichen Teilnehmerbibliotheken (zentrale Datenbank, aber dezentrale Dateneingabe).
Bei der Datenbank handelt es sich um eine relationale Datenbank. Eingegeben und verändert werden die bibliographischen Datensätze über ein WWW-Interface zur Datenbank. Für die Praxis heißt das, die Teilnehmerinstitutionen geben die Metadaten der Zeitschriften in ein Webformular ein und speichern ihre Eingaben danach ab.
Die dem Benutzer angezeigten Seiten werden on-the-fly aus der Datenbank erzeugt. Die Hardware, auf der die EZB läuft, besteht aus einem Datenbankserver sowie einer virtuellen Maschine als Webfrontend. Betriebssystem und Software sind mit verschiedenen Open-Source-Programmpaketen realisiert.

## Organisation und Finanzierung

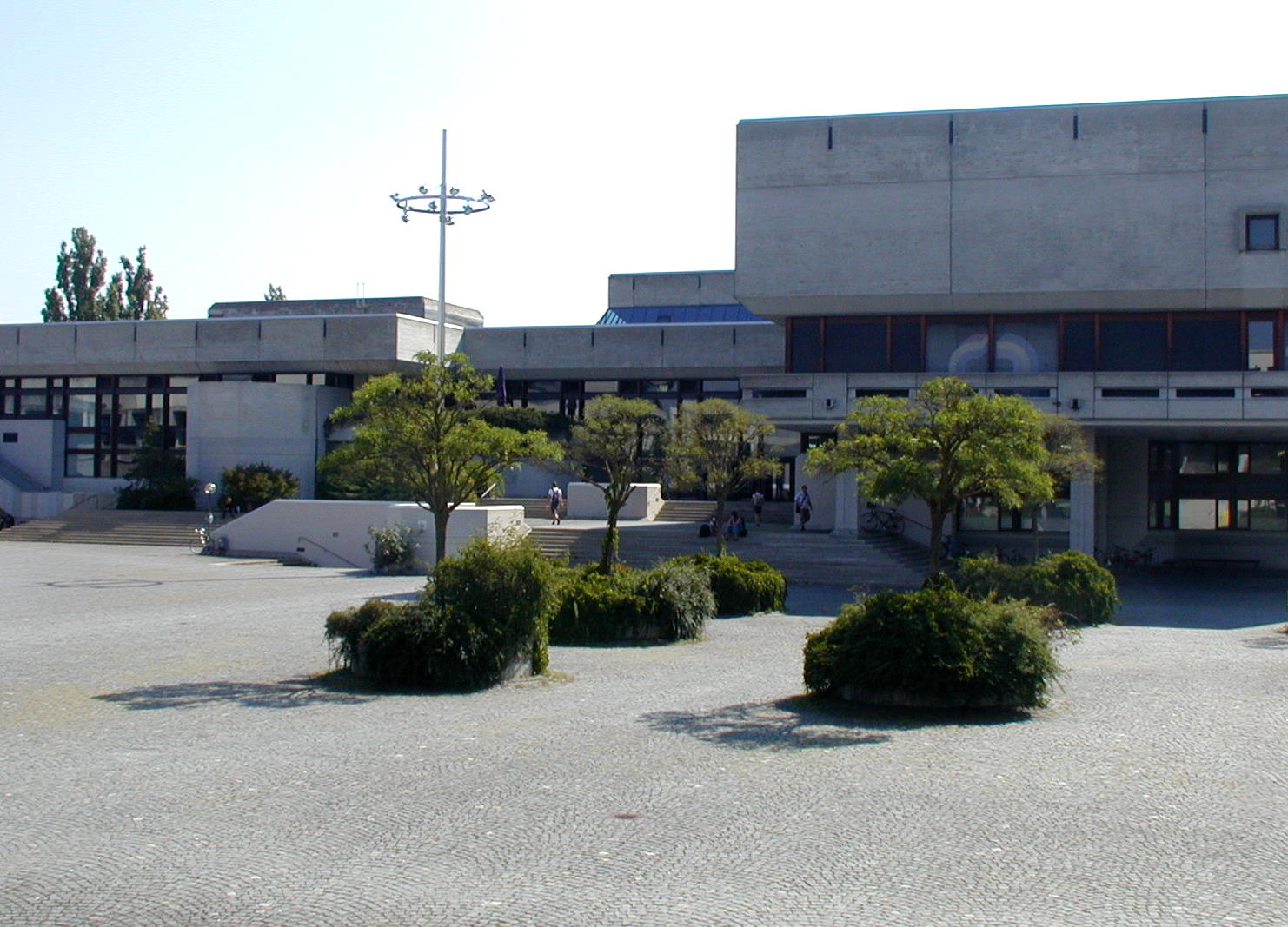
Die Universitätsbibliothek Regensburg als Ort der Organisation der EZB (2007)

Die Organisation der EZB liegt bei der Universitätsbibliothek Regensburg. Die EZB ist nicht kommerziell ausgerichtet und ihrem öffentlichen Auftrag verpflichtet. Laut diesem ist es ihre Aufgabe, die Literatur- und Informationsversorgung im akademischen Bereich zu verbessern und an neue Anforderungen anzupassen.
Die finanzielle Hauptlast für die technische Realisierung und Entwicklung der EZB haben seit jeher Förderorganisationen getragen. Das ursprüngliche Projekt wurde ab 1997 für zwei Jahre vom Bayerischen Staatsministerium für Wissenschaft, Forschung und Kunst finanziell gefördert. Weitere Geldgeber waren oder sind die Deutsche Forschungsgemeinschaft und das Bundesministerium für Bildung und Forschung. Bis August 2002 lief beispielsweise das DFG-Projekt „IBS – EZB, Integrierter Benutzer-Service in der Elektronischen Zeitschriftenbibliothek“, bis Ende 2004 war die EZB Teilprojektnehmerin des Projekts „Arbeitsgruppe Informationsverbünde“, das vom deutschen Bundesministerium für Bildung und Forschung gefördert wurde.
Seit dem 5. Mai 2011 gibt es einen wissenschaftlichen Beirat, der die Universitätsbibliothek Regensburg bei der weiteren Entwicklung der EZB berät.
Zur Verbesserung der EZB wird von der UB Regensburg ein Informationsaustausch mit den Teilnehmerbibliotheken betrieben. Zu diesem Zweck existieren beispielsweise eine nur für die Anwenderbibliotheken zugängliche Webseite sowie eine geschlossene Mailingliste, über die auch praktische Probleme in der täglichen Anwendung der EZB diskutiert werden. Darüber hinaus finden einmal jährlich ein EZB-Anwendertreffen und mehrmals im Jahr Anwenderschulungen statt.